# Zoey Deutch
Zoey Francis Thompson Deutch (10 de novembro de 1994) é uma atriz norte-americana. Conhecida por interpretar a protagonista Rosemarie Hathaway na adaptação cinematográfica Academia de Vampiros: O Beijo Das Sombras, Juliet Martin na série de televisão americana Ringer, Maya Bennett na série de televisão Zack e Cody: Gêmeos a Bordo, Shadia em Tirando o Atraso, Emily Asher no filme Dezesseis Luas e Harper no filme Set It Up. Em 2019, Zoey estrelou a série da Netflix criada por Ryan Murphy The Politician.

## Biografia
Zoey nasceu em Los Angeles, Califórnia. Ela é filha da atriz Lea Thompson e do diretor Howard Deutch. Seu tio é o ator Robert Walden (que é o irmão de sua avó paterna). Ela foi criada na religião judaica de seu pai, e teve um Bat Mitzvah. Namorou o ator Avan Jogia por 5 anos.

## Carreira
Deutch começou sua carreira em 2010 na Disney Channel em Zack e Cody: Gêmeos a Bordo como Maya, o interesse amoroso de Zack Martin. Entre 2011 e 2012, ela teve um papel recorrente como Juliet Martin na série Ringer na The CW, que acabou sendo cancelada.
Em 2011 apareceu em um episódio da série de televisão NCIS intitulado One Last Score. Ela também apareceu em um episódio da série de televisão Criminal Minds: Suspect Behavior intitulado The Girl In The Blue Mask e conseguiu um papel em o filme de TV Hallelujah de Marc Cherry. Ela apareceu ao lado de sua mãe e irmã na tela de cinema no filme Mayor Cupcake e interpretou o personagem Emily Asher no filme Dezesseis Luas em 2013. Em 1 de fevereiro de 2013 foi anunciado que iria interpretar a personagem principal, Rosemarie Hathaway na adaptação cinematográfica da série de livros Vampire Academy.  
Em julho de 2018, foi anunciado que Deutch estrelaria a nova série de comédia da web de Ryan Murphy na Netflix, The Politician ao lado de Ben Platt e Gwyneth Paltrow, que foi lançada na Netflix em 27 de setembro de 2019.
Deutch estrelou como Madison em Zombieland: Double Tap ao lado de Emma Stone e Jesse Eisenberg, a sequência da comédia zumbi Zombieland, lançada em 11 de outubro de 2019. Ela recebeu críticas positivas por seu desempenho.

## Filmografia

### Filmes
| Ano  | Titulo                                | Papel             |
| ---- | ------------------------------------- | ----------------- |
| 2011 | Hallelujah                            | Willow Turner     |
| 2011 | Mayor Cupcake                         | Lana Maroni       |
| 2013 | Beautiful Creatures                   | Emily Asher       |
| 2014 | Academia de Vampiros: Irmãs de Sangue | Rose Hathaway     |
| 2015 | Jovens, Loucos e Mais Rebeldes        | Beverly           |
| 2016 | Tirando o Atraso                      | Shadia            |
| 2016 | Tinha Que Ser Ele?                    | Stephanie Fleming |
| 2016 | Good Kids                             | Nora              |
| 2016 | Vincent-N-Roxxy                       | Kate              |
| 2017 | Flower                                | Erica Vandross    |
| 2017 | Before I Fall                         | Samantha Kingston |
| 2017 | Rebel in the Rye                      | Oona O'Neill      |
| 2017 | The Disaster Artist                   | Bobbi             |
| 2018 | Set It Up                             | Harper            |
| 2018 | Richard Says Goodbye                  | Claire            |
| 2019 | Buffaloed                             | Peg Dahl          |
| 2019 | Zombieland: Double Tap                | Madison           |
| 2022 | The Outfit                            | Mable             |
| 2022 | Not Okay                              | Danni Sanders     |

### Televisão
| Ano       | Titulo                           | Papel                       | Notas                              |
| --------- | -------------------------------- | --------------------------- | ---------------------------------- |
| 2010-2011 | Zack e Cody: Gêmeos a Bordo      | Maya Bennett                | Papel recorrente                   |
| 2011      | Criminal Minds: Suspect Behavior | Garota com a mascara azul   | 1 episódio                         |
| 2011      | NCIS                             | Lauren                      | 1 episódio                         |
| 2011-2012 | Ringer                           | Juliet Martin               | Papel recorrente                   |
| 2013      | Switched at Birth                | Elisa                       | Participação; 2 episódios          |
| 2014      | Under the Gunn                   | Ela mesma                   | Episódio: "Unconventional Vampire" |
| 2019–2020 | The Politician                   | Infinity Jackson            | Elenco Regular                     |
| 2020      | Home Movie: The Princess Bride   | Princess Buttercup / Fezzik | Episódio 10                        |

### Curtas
| Ano  | Título          | Papel |
| ---- | --------------- | ----- |
| 2016 | Of Dogs and Men | Lily  |

### Vídeo Clipe
| Ano  | Título  | Artista       |
| ---- | ------- | ------------- |
| 2017 | Perfect | Ed Sheeran    |
| 2021 | Anyone  | Justin Bieber |